# Panicum superatum
Panicum superatum är en gräsart som beskrevs av Eduard Hackel. Panicum superatum ingår i släktet vipphirser, och familjen gräs. Inga underarter finns listade i Catalogue of Life.